# Platycarpum rugosum
Platycarpum rugosum är en måreväxtart som beskrevs av Julian Alfred Steyermark. Platycarpum rugosum ingår i släktet Platycarpum och familjen måreväxter. Inga underarter finns listade i Catalogue of Life.